# Oenanthe oligactis
Oenanthe oligactis är en flockblommig växtart som beskrevs av Carlos Pau. Oenanthe oligactis ingår i släktet stäkror, och familjen flockblommiga växter. Inga underarter finns listade i Catalogue of Life.